# Pico Webb

O pico Webb é um pico que se ergue a 1480 m a oeste da Escarpa Crescente no norte da Terra de Palmer. O pico foi fotografado do ar pelo United States Antarctic Service (Serviço Antártico dos Estados Unidos) (USAS), 1940, e mapeado pelo Falkland Islands Dependencies Survey (Serviço de Dependências das Ilhas Falkland) (FIDS), 1958. Nomeado pelo Advisory Committee on Antarctic Names (Comitê Consultivo de Nomes Antárticos) (US-ACAN) em 1977 recebeu o nome de John E. Webb, geodesista do Comando Topográfico do Exército dos Estados Unidos (mais tarde Defense Mapping Agency Hydrographic (Agência de Mapeamento da Defesa Hidrográfica)/Centro Topográfico), membro do grupo de inverno da Estação Palmer, 1969.
 Este artigo incorpora material em domínio público  de United States Geological Survey   , documento "Pico Webb" (conteúdo do Geographic Names Information System).